# 奥斯卡·揚森
奥斯卡·揚森（瑞典語：Oscar Jansson；1990年12月23日—）是一位瑞典足球運動員。在場上的位置是守門員。他現在效力於瑞典足球超級聯賽球隊諾高平體育會。他也曾代表瑞典國家足球隊參賽。